# David Ochterlony
David Ochterlony (12 février 1758 - 15 juillet 1825), né au Massachusetts, est un général de la Compagnie des Indes orientales en Inde britannique. Il occupe le poste puissant de résident britannique au tribunal moghol de Delhi.

## Biographie

### Ses premières années
David Ochterlony est né à Boston, Massachusetts, fils aîné du capitaine David Ochterlony (également Ochterloney) et de son épouse, Katherine Tyler. Son père est né dans une ancienne famille du Forfarshire, en Écosse, et sa mère est née à Boston de colons d'origine anglaise et galloise. Sa mère est la nièce de William Pepperrell. Il a deux jeunes frères, Gilbert et Alexander et une sœur, Catherine. Le capitaine Ochterlony est décédé à Saint-Vincent, aux Antilles, en 1765 après quoi sa veuve retourne en Angleterre et se remarie avec Isaac Heard, Garter King-of-Arms. Il étudie à la Boston Latin School. et à la Dummer Charity School (maintenant connue sous le nom d'Académie du Gouverneur) à Byfield, Massachusetts[réf. nécessaire].

### Carrière en Inde
En 1777, à 18 ans, Ochterlony part comme cadet en Inde. En février 1778, il est nommé Enseigne dans l'Infanterie indigène du Bengale et, en septembre, promu lieutenant. En juin 1782, alors qu'il participe à la deuxième guerre anglo-Mysore, il est blessé et fait prisonnier. Il reste en captivité pendant toute la durée de la guerre et n'est libéré que lors de la signature du traité de paix, en 1784. Il retourne ensuite à Calcutta et, en reconnaissance de ses services éminents pendant la guerre, il est nommé juge-avocat général pour l'une des divisions de l'armée. En 1796, il est promu capitaine et, en 1800, major.
Au début de 1803, il est nommé Lieutenant général et accompagne Gerard Lake tout au long de la seconde guerre anglo-marathe. Il participe aux batailles de Koil, Aligarh et Delhi. Après la bataille de Delhi, il est nommé résident à Delhi. En 1804, il défend la ville avec une force très insuffisante contre une attaque de Yashwantrao Holkar qui lui vaut les plus hautes félicitations du commandant en chef. Il reçoit ensuite le commandement d'Allahabad puis commande une force sur les rives du Sutlej pour contrôler l'expansion des Sikhs. Il est promu major-général en 1814.
Au début de la guerre anglo-népalaise en 1814, il reçoit le commandement d'une des quatre colonnes militaires. Sa colonne est considérée comme la seule ayant vraiment réussi sa mission tout au long de la guerre. Il est ensuite promu comme commandant de la force principale lors de son avance sur Katmandou. Il déjoue les troupes Gurkhas par une marche sur leur flanc au col Kourea Ghat. Il remporte la guerre et obtient la signature du traité de Sugauli, qui dicte les relations ultérieures le Royaume-Uni et le Népal. En échange de ses états de services pendant la guerre, il est fait chevalier commandeur de l'ordre du Bain, première fois que l'honneur est conféré à un officier de l'armée britannique des Indes et Baronnet en novembre 1815. Le mois suivant, il reçoit une pension de 1 000 £ par an. En décembre 1816, il est fait Chevalier Grand-Croix de l'Ordre du Bain.
En 1818, il est nommé résident à Rajputana, lors de la fusion avec la résidence de Delhi Au cours de la guerre de Pindari entre 1818 et 1819, il commande la colonne Rajputana et conclut un accord séparé avec Amir Khan. Il le retire des Pindaris, puis, interposant ses hommes entre les deux principales unités de l'ennemi, met fin à la guerre sans engagement. Il est ensuite nommé résident et agent politique de Malwa, ayant ainsi l'intégralité de la surintendance des affaires de l'Inde centrale. Au cours de cette période, il rencontre James Tod avec qui il se querelle, sans doute pour des raisons de politique et de pouvoir au sein de la hiérarchie de la Compagnie des Indes orientales.

### Décès
Lorsque Durjan Sal se révolte en 1825 contre Balwant Singh, le jeune Raja de l'État princier de Bharatpur, Ochterlony agissant de son propre chef soutient le jeune Raja par proclamation et ordonne la mise en place d'une force pour le protéger. Cependant, le gouverneur général de l'Inde, Lord Amherst, annule cette décision et ordonne à l'armée de rebrousser chemin. Ochterlony, amèrement touché par ce désaveu, démissionne de son poste et se retire à Delhi. Il est remplacé par son ami Charles Metcalfe. Le sentiment que la confiance que méritait son ancienneté ne lui a pas été apportée par le gouverneur général aurait accéléré sa mort et il meurt à Meerut en juillet 1825. Il est enterré à l'église St. John's à Meerut. La colonne Ochterlony à Calcutta commémore son nom, bien qu'elle fût renommée depuis.

## Vie privée

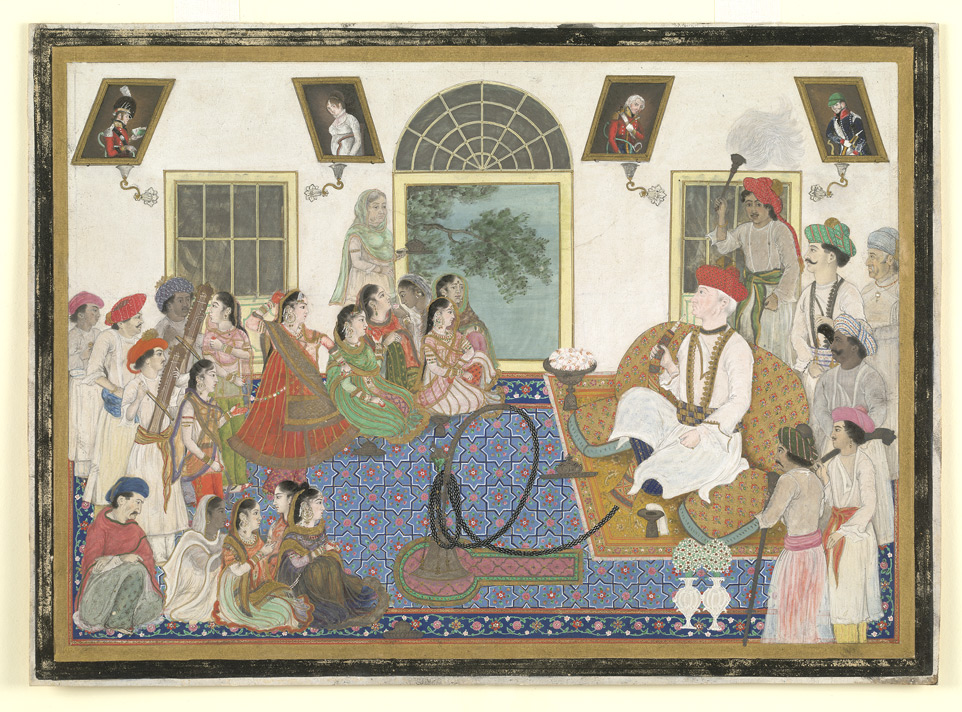
Aquarelle d'un artiste anonyme de Delhi de Sir David Ochterlony en robe indienne fumant un narguilé ca. Années 1820

En tant que résident britannique officiel à Delhi, David Ochterlony adoptée et embrasse la culture indo-perse des moghols. Il est réputé avoir treize concubines ou épouses indiennes. Chaque soir, il emmenait ses treize femmes sur une promenade autour des murs du Fort Rouge, chacune à l'arrière de son éléphant.

## Mubarak Begum
La plus éminente parmi les femmes d'Ochterlony est Bebee Mahruttun Mubarak ul Nissa Begum, surnommée "Generallee Begum". Elle est la favorite d'Ochterlony et la mère de ses plus jeunes enfants. À ce titre, elle prend clairement le pas sur le reste des épouses. Elle est considérée comme une musulmane dévote, ayant demandé une fois l'autorisation de faire le hadj à La Mecque.
Bien que beaucoup plus jeune qu'Ochterlony, Moubarak est considéré comme la personnalité dominante de la relation. Cela conduit un observateur à remarquer que "faire de Sir David le gouverneur de Delhi revenait à désigner pour le poste Generallee Begum". Un autre observateur fait remarquer que «la maîtresse d'Ochterlony est désormais la maîtresse de tout le monde à l'intérieur des murs. En raison de son influence, Ochterlony décidé d'élever ses enfants en tant que musulmans et, lorsque ses deux filles de Mubarak Begum eurent grandi, il adopte un enfant de la famille des Nawabs de Loharu, l'une des principales familles musulmanes de Delhi. Élevée par Moubarak, la jeune fille épouse son cousin, un neveu du célèbre poète ourdou Mirza Ghalib.
Moubarak semble même s'être érigée en puissance à part entière et avoir décidé de sa propre politique étrangère. À un moment donné, il est rapporté que «Mubarak Begum, alias Generalee Begum, couvre les journaux de [Delhi] de Nizars et de Khiluts [cadeaux et robes d’honneur] donnés et pris par elle dans ses transactions avec les Vacquils [ambassadeurs des différentes puissances indiennes] - une liberté extraordinaire, si elle est vraie".
Cependant, malgré toute sa puissance et son statut élevé, Mubarak Begum est largement impopulaire parmi les Britanniques et les Mughals. Elle a offensé les Britanniques en s'appelant elle-même "Lady Ochterlony" et, offense également les Mughals en s'octroyant le titre "Qudsia Begum", un titre normalement réservé à la mère de l'empereur. Après la mort d'Ochterlony, elle hérite de Mubarak Bagh, une tombe anglo-moghole qu'Ochterlony a construite dans le nord de Old Delhi, mais son impopularité intense combiné à son passé de danseuse garantissait qu'aucun gentleman moghol n'utiliserait sa structure. À ce jour, le tombeau est toujours désigné par les habitants de la vieille ville comme le "Rundi ki Masjid" (la mosquée de la prostituée).

## Descendance

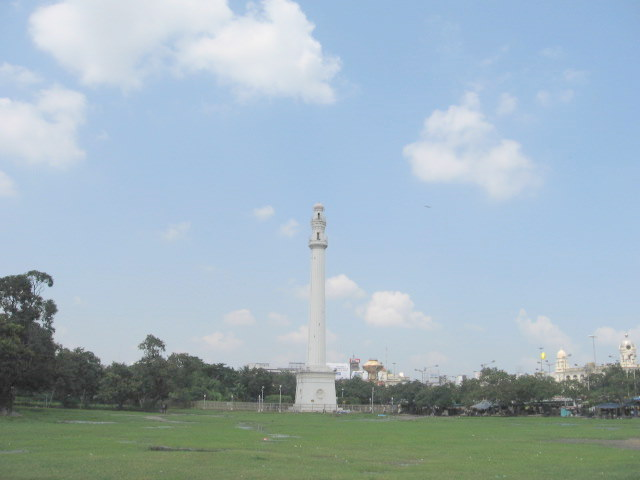
Shaheed Minar, Kolkata, construit comme un mémorial pour David Ochterlony.

Ochterlony a au moins six enfants naturels (illégitimes), par au moins deux de ses concubines :
1. Roderick Peregrine Ochterlony, de Delhi (1785-1823), son fils unique; il épouse en 1808 Sarah Nelly, la fille du lieutenant-colonel John Nelly des sapeurs du Bengale, à Allahabad, en Inde[13]. Roderick et Sarah Ochterlony eurent trois enfants. Une fille, Charlotte Ochterlony, est décédée en 1835 (décès mentionné dans The Gentleman's Magazine ). 
  1. Charles Metcalfe Ochterlony, 2e baronnet (1817–1891), qui succède à son grand-père en 1825. Il épouse en 1844 une Miss Sarah Tribe de Liverpool et a trois fils et deux filles. Cette lignée s'éteint à la mort du cinquième baronnet en 1964.
  2. Charlotte Ochterlony (décédée en 1835)
2. [par Mubarak Begum] une fille
3. [par Mubarak Begum] une fille